# Saint-Juire-Champgillon
Saint-Juire-Champgillon är en kommun i departementet Vendée i regionen Pays de la Loire i västra Frankrike. Kommunen ligger i kantonen Sainte-Hermine som tillhör arrondissementet Fontenay-le-Comte. År 2022 hade Saint-Juire-Champgillon 427 invånare.

## Befolkningsutveckling
Antalet invånare i kommunen Saint-Juire-Champgillon
| Referens: INSEE |